# Pholcus linzhou
Pholcus linzhou är en spindelart som beskrevs av Zhang 2000. Pholcus linzhou ingår i släktet Pholcus och familjen dallerspindlar. Inga underarter finns listade i Catalogue of Life.